# ジョヴァンニ・マリーア・ヴィスコンティ
ジョヴァンニ・マリーア・ヴィスコンティ（Giovanni Maria Visconti, 1388年9月7日 - 1412年5月16日）は、第2代のミラノ公（在位：1402年 - 1412年）。14歳でミラノ公国の王位を継いだが、24歳で暗殺された。

## 生涯
ジャン・ガレアッツォ・ヴィスコンティとカテリーナ・ヴィスコンティ（ベルナボ・ヴィスコンティの娘）との息子で、彼の後を継いだフィリッポ・マリーアの兄でもある。
父であるジャン・ガレアッツォが急死したとき、ジョヴァンニ・マリーアはまだ14歳だったため、母親であるカテリーナが摂政となって公国を治めた。やがて長じたジョヴァンニは、佞臣の讒言に耳を貸し、母親を幽閉して自らミラノの支配者となる。
ミラノ公となったジョヴァンニは独善的に振る舞い、時には配下の傭兵隊長とも対立した。そのため、領地では反乱が多発し、暗殺を恐れたジョヴァンニは城に引きこもる。しかし、教会に参拝に出かけた際に刺客に襲われ、命を落とした。
1408年、チェゼーナ領主アンドレア・マラテスタの娘アントーニアと結婚したが、世継ぎは残していない。

## 没後
4歳下の弟のフィリッポ・マリーア・ヴィスコンティが跡を継ぎ、3代ミラノ公となった。フィリッポは1943年よりヴェネツィア共和国との10年にわたる戦争を繰り返した。フィリッポの死後、ミラノ領は共和制政府が一時治めたが、フィリッポの元傭兵で娘婿でもあったフランチェスコ・スフォルツァが領地を取り返してミラノ公となった。